# Hausberg (Sächsische Schweiz)

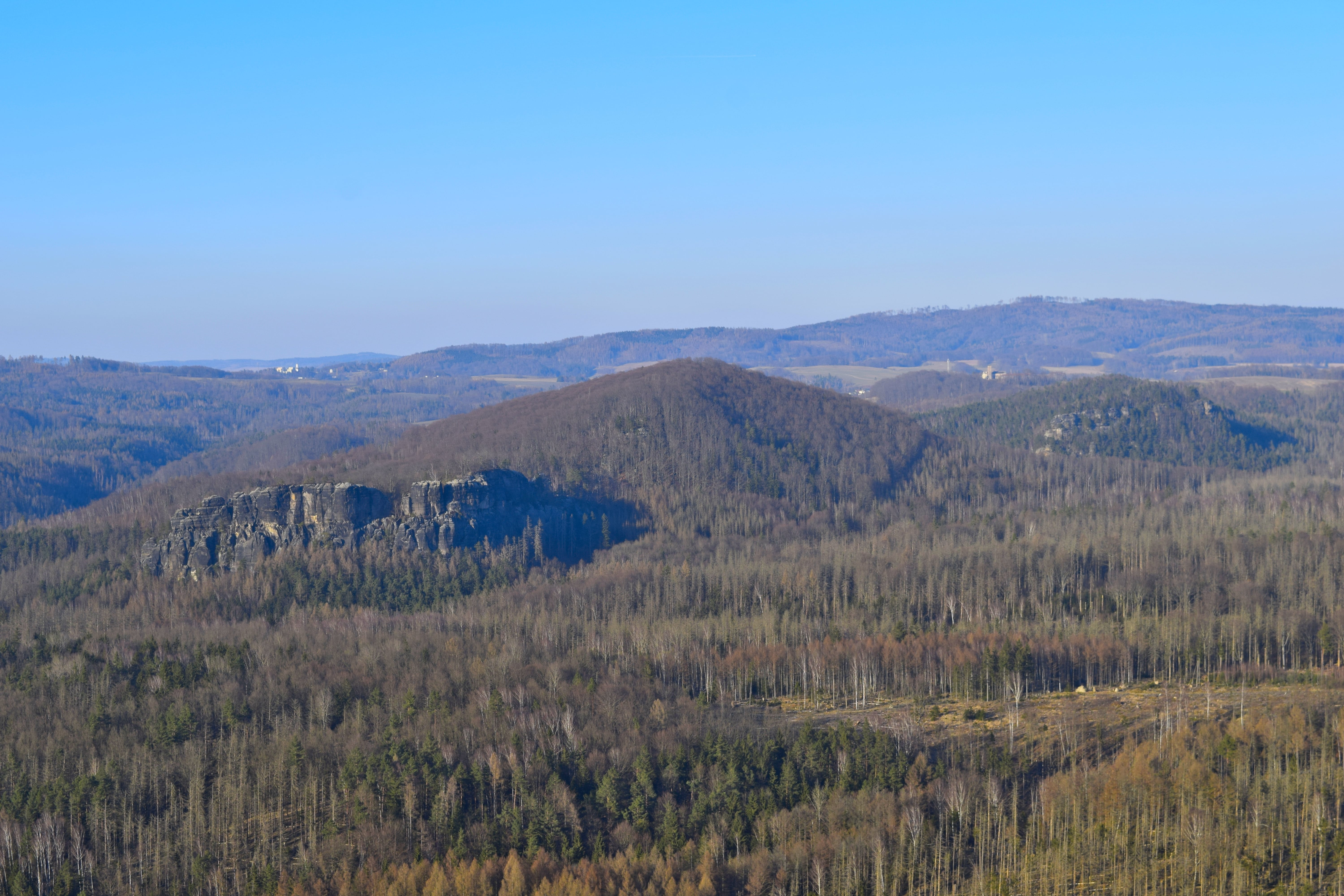
Hausberg mittig, links Neuer Wildenstein mit dem bekannten Kuhstall (fotografiert von der Ida-Grotte)

Der Hausberg ist ein 396 Meter hoher Berg im Elbsandsteingebirge in Sachsen.

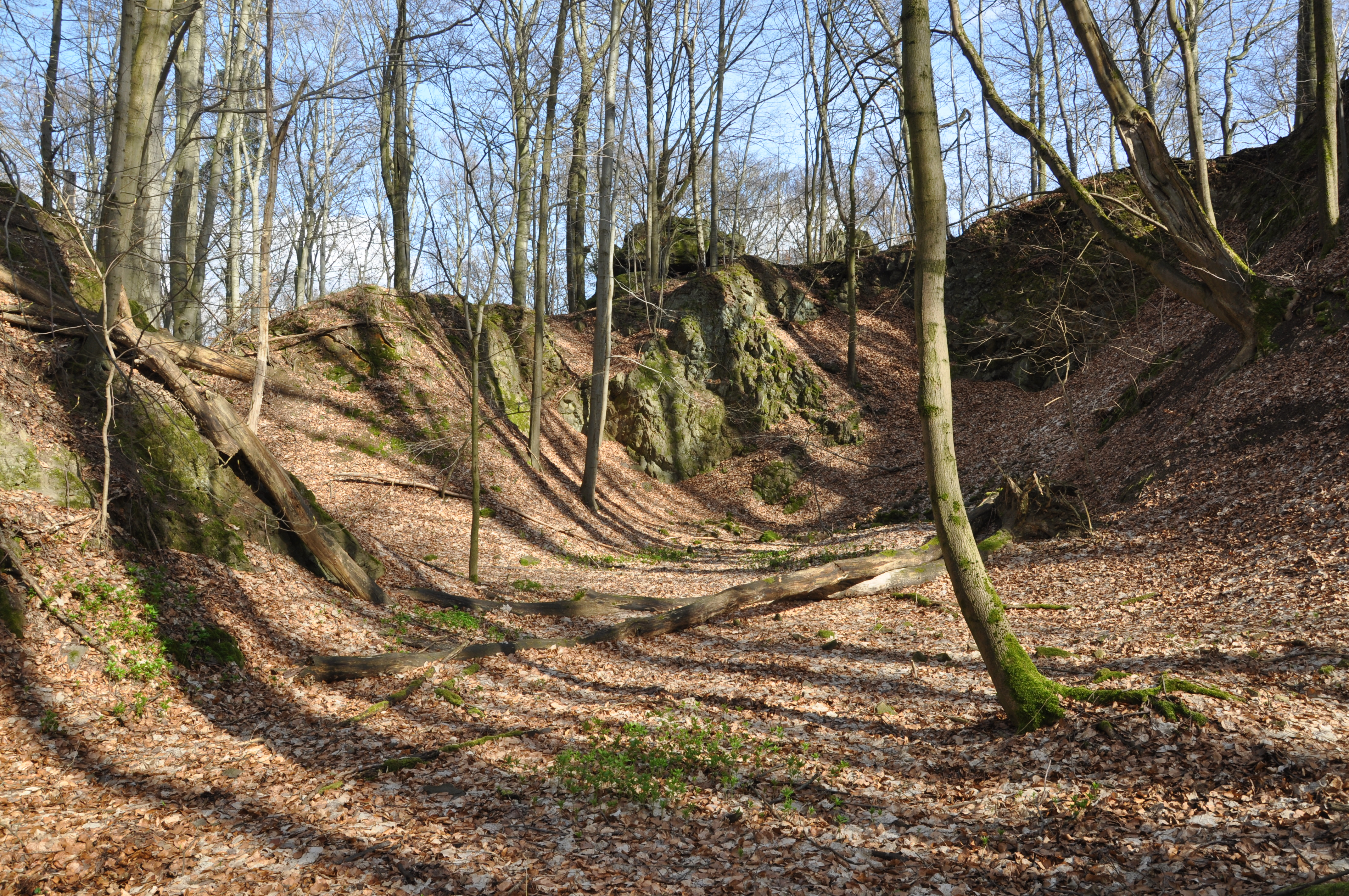
Ehemaliger Basaltsteinbruch (2024)

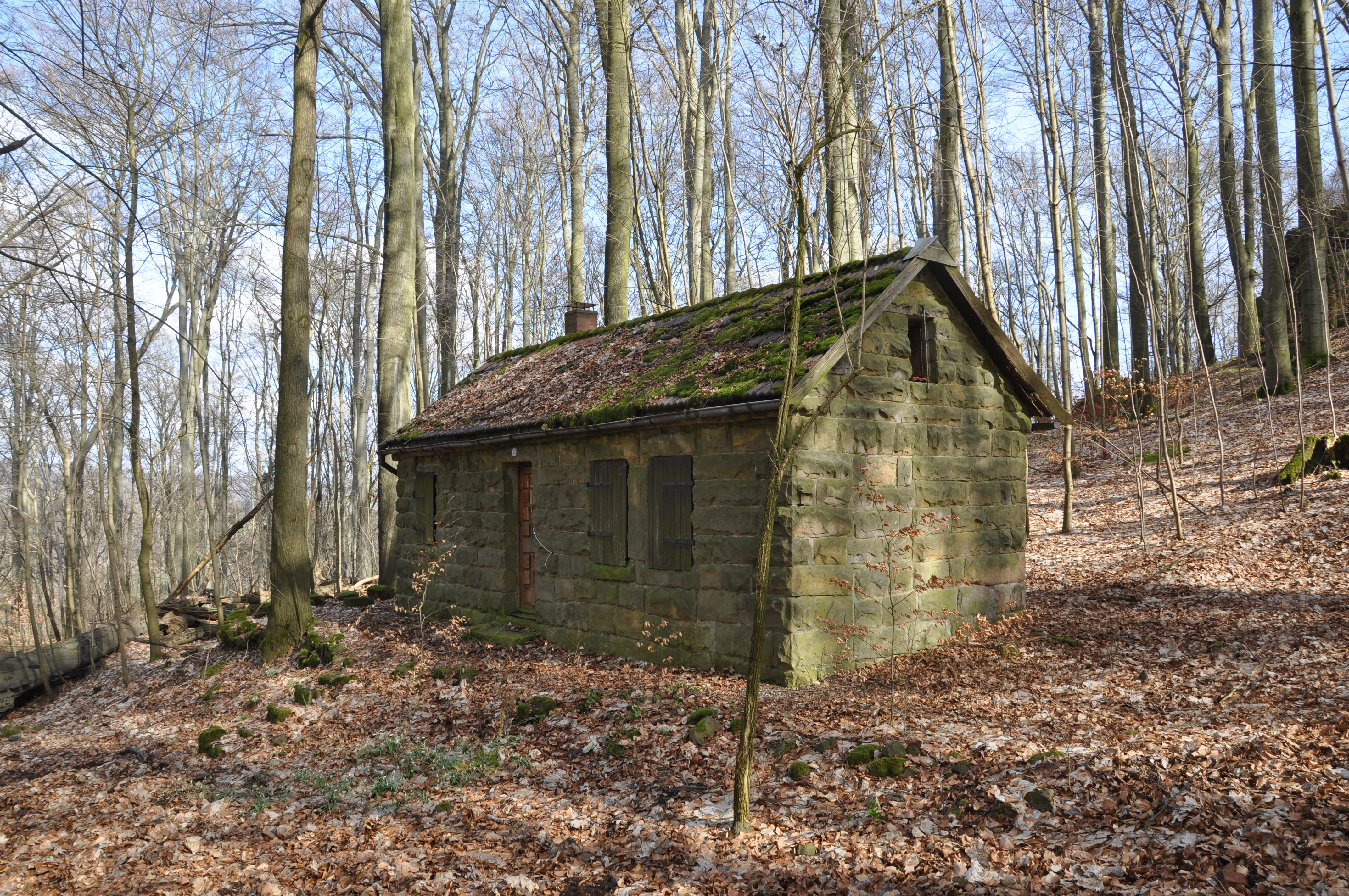
Ehemaliges Steinbrecherhaus (2024)

Am Hausberg wurde in früheren Zeiten Basalt abgebaut. Auf diesen führt kein markierter Wanderweg. Heute befindet sich am Kesseleingang (Nordseite) ein kleines, denkmalgeschütztes, verwittertes Berghaus mit mehreren umgebenden Markierungssteinen.
Der Berg ist nordöstlich vom Neuen Wildenstein gelegen.